# Erythrocera fulvescens
Erythrocera fulvescens är en tvåvingeart som beskrevs av Robineau-desvoidy 1849. Erythrocera fulvescens ingår i släktet Erythrocera och familjen parasitflugor.
Artens utbredningsområde är Frankrike. Inga underarter finns listade i Catalogue of Life.